# Libor Sionko
Libor Sionko (Ostrava, 1977. február 1. –) cseh válogatott labdarúgó, jelenleg a  dán FC København játékosa.

## Statisztikái

### Góljai a válogatottban
| #  | Dátum               | Helyszín                            | Ellenfél    | Állás | Végeredmény | Esemény              |
| -- | ------------------- | ----------------------------------- | ----------- | ----- | ----------- | -------------------- |
| 1. | 2003. november 12.  | Na Stínadlech, Teplice, Csehország  | Kanada      | 4-0   | 5-1         | Barátságos           |
| 2. | 2006. szeptember 6. | Tehelné pole, Pozsony, Szlovákia    | Szlovákia   | 0-1   | 0-3         | 2008-as Eb-selejtező |
| 3. | 2006. szeptember 6. | Tehelné pole, Pozsony, Szlovákia    | Szlovákia   | 0-2   | 0-3         | 2008-as Eb-selejtező |
| 4. | 2007. október 17.   | Allianz Arena, München, Németország | Németország | 0-1   | 0-3         | 2008-as Eb-selejtező |
| 5. | 2008. május 30.     | Letná, Prága, Csehország            | Skócia      | 1-0   | 3-1         | Barátságos           |
| 6. | 2008. május 30.     | Letná, Prága, Csehország            | Skócia      | 3-1   | 3-1         | Barátságos           |
| 7. | 2008. június 11.    | Stade de Genève, Genf, Svájc        | Portugália  | 1-1   | 1-3         | Eb-csoportmérkőzés   |

### Pályafutása statisztikái[2]
| Klub                       | Szezon          | Bajnokság | Bajnokság | Kupa  | Kupa | Nemzetközi | Nemzetközi | Összesen | Összesen | Összesen |
| Klub                       | Szezon          | Meccs     | Gól       | Meccs | Gól  | Meccs      | Gól        | Meccs    | Gól      | Gólátlag |
| -------------------------- | --------------- | --------- | --------- | ----- | ---- | ---------- | ---------- | -------- | -------- | -------- |
| Banik Ostrava              | 1997–98         | 18        | 3         | -     | -    | -          | -          | 18       | 3        | 0,16     |
| Banik Ostrava              | 1998–99         | 27        | 8         | -     | -    | -          | -          | 27       | 8        | 0,29     |
| Sparta Prague              | 1999–00         | 25        | 5         | -     | -    | -          | -          | 25       | 5        | 0,2      |
| Sparta Prague              | 2000–01         | 11        | 3         | -     | -    | -          | -          | 11       | 3        | 0,27     |
| Sparta Prague              | 2001–02         | 28        | 8         | -     | -    | -          | -          | 28       | 8        | 0,28     |
| Sparta Prague              | 2002–03         | 17        | 5         | -     | -    | -          | -          | 17       | 5        | 0,29     |
| Sparta Prague              | 2003–04(január) | 14        | 4         | -     | -    | -          | -          | 14       | 4        | 0,28     |
| Graz AK                    | 2003–04         | 15        | 2         | -     | -    | -          | -          | 15       | 2        | 0,13     |
| Fk Austria Wien            | 2004–05         | 32        | 2         | -     | -    | -          | -          | 32       | 2        | 0,06     |
| Fk Austria Wien            | 2005–06         | 31        | 6         | -     | -    | -          | -          | 31       | 6        | 0,19     |
| FC Copenhagen              | 2007–08         |           |           | -     | -    | 4          | 2          |          |          |          |
| Frissítve: 2008. május 24. |                 |           |           |       |      |            |            |          |          |          |

## Elismerések

### Klub szinten
Cseh bajnok: 2000, 2001, 2003
Osztrák bajnok: 2004, 2006
Osztrák kupa-győztes: 2004, 2005, 2006
Osztrák Szuperkupa-győztes: 2004

### Válogatottal
Világbajnoki résztvevő, 2006

### Egyénileg
Az év játékosa ( FC Copenhagen): 2008